# Herr der Ziegen
Herr der Ziegen ist ein Legespiel des deutschen Spieleautors Günter Burkhardt, das auf dem Spiel Kupferkessel Co. des gleichen Autors aufbaut. Das Spiel für zwei bis fünf Spieler ab acht Jahren dauert pro Runde etwa 40 Minuten. Es ist im Jahr 2008 bei dem deutschen Spieleverlag amigo erschienen, 2009 wurde es beim Grafikpreis Graf Ludo für die beste Familienspielgrafik nominiert.

## Thema und Ausstattung
Bei dem Spiel Herr der Ziegen geht es darum, Mehrheiten über verschiedene Ziegenherden zu bekommen und durch den Einsatz von Hütehunden und Milchproduktionen die eigenen Punkte zu vermehren. Der Spieler mit den meisten Punkten gewinnt das Spiel.
Das Spielmaterial besteht neben einer Spieleanleitung aus:
- 90 Ziegenkarten,
- 15 Hundekarten
- 16 Milchkarten,
- fünf großen Holzziegen in den fünf Farben,
- 50 kleinen Holzziegen in den fünf Farben, und
- fünf Ziegenställen in den fünf Farben.

## Spielweise

### Spielvorbereitung
Vor dem Spiel werden die Kartenanzahlen entsprechend der Anzahl der Mitspieler modifiziert, bei fünf Spielern wird mit allen Karten gespielt. Alle Karten werden entsprechend der Spielanleitung als Weide offen auf der Spielfläche verteilt, die Ziegenställe werden ebenfalls platziert. Alle übrigen Karten bilden einen verdeckten Nachziehstapel. Jeder Spieler wählt einen Ziegenstall einer Farbe und nimmt sich die 10 kleinen und die große Ziegenfigur seiner Farbe. Die große Ziege wird in den entsprechenden Stall gestellt. Jeder Spieler bekommt zudem zwei Ziegenkarten verdeckt auf die Hand.

### Spielablauf
Beginnend mit einem Startspieler machen die Spieler jeweils einen Zug, wobei jeder Spielzug aus vier Phasen besteht. Zuerst muss der Spieler eine Handkarte offen ausspielen, wobei er über die Runden immer mehr Karten vor sich liegen hat und diese nach Zigenfarben sortiert. Als zweiten Schritt muss er seine große Ziege entsprechend der Zahl auf der abgelegten Karte im Uhrzeigersinn um die Weide ziehen; wird ein Hund gespielt, bleibt die Karte stehen. Aus der Reihe, neben der seine Ziege stehen bleibt, wählt er eine Karte aus und nimmt diese auf die Hand, die Lücke wird mit einer Karte vom Nachziehstapel aufgefüllt.
Durch die ausgelegte Karte kann der Spieler eine Wertung auslösen, wenn er durch die ausgespielte Karte mit den bereits ausliegenden Karte der gleichen Farbe eine Summe von 8 oder mehr Punkten und damit die Mehrheit in der Farbe erreicht. In diesem Fall darf er alle auf der Weide ausliegenden Karten dieser Farbe mit einer seiner kleinen Ziegen markieren (diese Karten dürfen nicht mehr aufgenommen werden). Auch wenn der Spieler die insgesamt vierte Karte der gleichen Farbe auslegt, wird eine Wertung ausgelöst. In diesem Fall gehört dem Spieler, der zu diesem Zeitpunkt die Punktemehrheit hat, die fünfte Karte der Farbe und er kann diese mit einer eigenen kleinen Ziege markieren, wenn sie auf der Weide liegt oder aus dem Nachziehstapel kommt. In beiden Fällen sind die ausliegenden Karten der jeweiligen Farbe vor den Spielern wertlos und können aus dem Spiel genommen werden.
Spielt ein Spieler einen Hund aus, bewegt sich die große Ziege nicht. Der Spieler nimmt sich eine Karte aus der Reihe, an der die Ziege steht, und kann danach eine beliebige Ziegenkarte, die mit einer eigenen Ziege markiert ist, zum eigenen Stall treiben. Er darf diese Karte mit einer beliebigen neutralen Karte oder nach Zustimmung auch mit einer von einem Gegner besetzten Karte in der gleichen Reihe tauschen oder sie gegen Spielende auf einen leeren Platz in der gleichen Reihe stellen. Kommt eine Ziegenkarte der eigenen Farbe neben dem eigenen Stall zum Liegen, zählt sie in der Abrechnung den doppelten Kartenwert.
Wird eine Milchkarte gelegt, läuft das Spiel so weiter, als hätte der Spieler eine Ziegenkarte gelegt. Die Milchkarten werden gesammelt und am Ende des Spiels abgerechnet.

### Spielende
Das Spiel endet sofort, wenn die letzte Karte aus einer Reihe der Weide genommen wurde oder wenn ein Spieler keine Karte mehr nehmen kann, weil alle verfügbaren Karten der Reihe neben seiner Ziege besetzt sind. Danach rechnet jeder Spieler die Summen der von ihm besetzten Ziegenkarten auf der Weide zusammen, wobei er die Werte von Ziegenkarten, die neben seinem Stall liegen oder direkt in gerader Linie über eigene Ziegenkarten mit diesem verbunden sind, doppelt zählt. Der Spieler mit den meisten Milchkannen in seiner Auslage zählt die Werte dieser Kannen dazu, der Spieler mit den zweitmeisten Kannen die halbe Summe. Der Spieler mit den meisten Punkten gewinnt das Spiel.

## Ausgaben und Rezeption
Das Spiel Herr der Ziegen wurde von dem Spieleautor Günter Burkhardt auf der Basis seines Spiels Kupferkessel Co. entwickelt und erschien 2008 in dem deutschen Spieleverlag amigo.
Im Jahr 2009 wurde das von Michael Menzel illustrierte Spiel beim Grafikpreis Graf Ludo für die beste Familienspielgrafik nominiert.

## Belege
1. 1 2 3 4 5 6 7  Spieleanleitung Herr der Ziegen, amigo 2008; abgerufen am 28. März 2021
2. ↑  Herr der Ziegen, Versionen bei BoardGameGeek. Abgerufen am 5. April 2021.